# Миколаївка (Лихівська селищна рада)
Микола́ївка — село в Україні, у Кам'янському районі Дніпропетровської області.
Входить до складу Лихівської селищної громади. Населення — 532 мешканця.

## Географія
Селом тече річка Купійовата.

## Назва
В минулому село мало назву Куп'єваха, імовірно від назви пересихаючою річки.

## Історичні відомості
За даними на 1859 рік в власницькому селі Миколаївка (Куп'єваха) Верхньодніпровського повіту Катеринославської губернії налічувалось 90 дворів, в яких мешкало 694 особи (346 чоловічої статі та 348 — жіночої), існувала православна церква та завод, відбувався щорічний ярмарок.

## Географія
Село Миколаївка знаходиться на відстані 1 км від села Золотницьке та за 3 км від села Троїцьке. По селу протікає пересихаючий струмок з загатою.

## Населення

### Мова
Розподіл населення за рідною мовою за даними перепису 2001 року:
| Мова            | Відсоток |
| --------------- | -------- |
| українська      | 94,9 %   |
| російська       | 4,1 %    |
| інші/не вказали | 1 %      |

## Економіка
- ПП «Інвест-Укр».

## Об'єкти соціальної сфери
Тут розташовані Миколаївська середня школа, Храм святого Миколая, Будинок Культури
- Публічна сільська бібліотека — філія № 19 Пятихатської ЦБС

## Пам'ятки
Поблизу села знаходиться ботанічний заказник місцевого значення Урочище Балка Яранська.

## Інтернет-посилання
- Погода в селі Миколаївка [Архівовано 20 грудня 2011 у Wayback Machine.]